# 葉室家
葉室家（はむろけ）は、藤原北家勧修寺流支流にあたる貴族・公家・華族の家。公家としての家格は名家、華族としての家格は伯爵家。

## 歴史

### 平安時代
藤原高藤の後裔である勧修寺流の一家。勧修寺流繁栄の基礎を固めたとされる参議藤原為房の二男権中納言顕隆を家祖として平安時代後期に成立。顕隆は洛西葉室（京都市西京区山田）に別業を営んで葉室中納言と称された。その子顕頼は九条民部卿と号したが、3代目の光頼が葉室山常住寺を建立して葉室大納言入道と称されたことで葉室が家名となった。
白河法皇の近臣として信任を得た家祖顕隆は兄為隆をも凌ぐ目覚ましい昇進を遂げ、「夜の関白」と称されるほどの権勢を有した。勧修寺一門長者の地位も一時兄から譲られているようだが、大治4年に顕隆が死去したことで為隆が一門長者に戻り、勧修寺流伝来の所領や為房の日記『大府記』などの家伝の文書記録も、為隆に譲られていることから、為隆の系統（甘露寺家）が勧修寺流の嫡流、葉室家は庶流となっていく。
孫の権大納言光頼は大剛の人として知られ、平治の乱では平氏方と通じ、内裏に幽閉された二条天皇を六波羅に遷した。

### 鎌倉～江戸時代
光頼には光雅（堀河中納言と称され、彼の系譜は堀河家と呼ばれた。この系統については後述）･宗頼の実子がいたが、弟の成頼が一旦家督を継ぎ、承安3年に成頼は、兄の最愛の息子は宗頼だったとして、これに家督を譲った。
宗頼の後は、孫の資頼が継ぎ、その孫の権大納言頼親は伏見上皇院政の執権を務めた。その6代孫の教忠は、将軍足利義材に接近し、恐らく義材の奏請によってであろうが、歴代当主として初めて従一位に昇っている。その息子の権大納言光忠は、足利義材が畠山義豊討伐の軍を挙げた際に従軍したが、細川政元の手の者により殺害された（明応の政変）。
その曾孫の定藤は天正8年（1580年）早世したために後嗣なく、弟で甘露寺経元の養子となっていた経家が帰家し、頼宣と改名して家督を継ぐ。慶長15年（1610年）頼宣が没して再び後嗣なく、同じ勧修寺流の坊城家より頼豊を迎えて養子としたが、その兄が勧修寺家を継ぐことになったため、頼豊は帰家して坊城家を継いだ。そこで閑院流の滋野井家より頼隆を迎えて養子としたが、元和3年（1617年）に12歳で早世するにつき、勧修寺流の万里小路家より迎えて養子としたのが頼業である。
頼業は数代ぶりに正二位・権大納言にまで昇進し、以後はこれを先途としたが、頼孝・頼胤・頼要は従一位に昇り、頼胤は准大臣となった。朝儀典礼に通暁する者も少なからず、議奏に補された頼業・頼孝・頼胤らの残した記録類は、この時代を知る上で不可欠のものである。
葉室家の公家としての家格は名家、旧家、内々。家業は儒学・有職故実。九条家の家礼。江戸時代の所領の表高は183石。菩提所は洛西の葉室山常住寺。

### 明治以降
権大納言長順の代に明治維新を迎える。維新後の明治2年（1869年）6月17日の行政官達で公家と大名家が統合されて華族制度が誕生すると葉室家も公家として華族に列した。また長順の弟定孝から分家の奈良華族粟田口家が成立している。
明治初期に定められた家禄は、現米で280石1斗。明治9年の金禄公債証書発行条例に基づき家禄と引き換えに支給された金禄公債の額は1万2688円78銭5厘（華族受給者中321位）。
明治10年に長順が隠居し、長男の長邦が家督相続。明治前期の長邦の住居は京都府愛宕郡下鴨村にあった。当時の家令は渡邊民雄、家扶は山口定允。
明治17年（1884年）7月7日の華族令の施行で華族が五爵制になると大納言宣任の例多き旧堂上家として長邦が伯爵位を授けられた。
長邦の婿養子として爵位と家督を継いだ長通（万里小路通房伯爵の次男）は琴平神社宮司、さらにその婿養子として爵位と家督を継いだ直躬（鍋島直柔子爵の三男）は賀茂御祖神社宮司を務め、その子賴昭も当初は医師だったが後に春日大社宮司へ転身した。
葉室伯爵家の邸宅は昭和前期に東京市淀橋区諏訪町にあった。

## 歴代当主
1. 藤原顕隆（1072年 - 1129年）
2. 藤原顕頼（1094年 - 1148年）
3. 藤原光頼（1124年 - 1173年）
4. 藤原成頼（1136年 - 1202年）
5. 藤原宗頼（1154年 - 1203年）
6. 藤原宗方（？ - ？）
7. 葉室資頼（1194年 - 1255年）
8. 葉室季頼（1213年 - 1293年）
9. 葉室頼親（1236年 - 1306年）
10. 葉室頼藤（1254年 - 1336年）
11. 葉室長隆（1286年 - 1344年）
12. 葉室長光（1309年 - 1365年）
13. 葉室長宗（？ - ？）
14. 葉室長忠（？ - ？）
15. 葉室教忠（1423年 - 1494年）
16. 葉室光忠（1451年 - 1493年）
17. 葉室頼継（1492年 - 1529年）
18. 葉室頼房（1527年 - 1576年）
19. 葉室定藤（1558年 - 1580年）
20. 葉室頼宣（1571年 - 1610年）
21. 葉室頼豊（1609年 - 1662年）
22. 葉室頼隆（1606年 - 1617年）
23. 葉室頼業（1615年 - 1675年）
24. 葉室頼孝（1644年 - 1709年）
25. 葉室頼重（1669年 - 1705年）
26. 葉室頼胤（1697年 - 1776年）
27. 葉室頼要（1715年 - 1794年）
28. 葉室頼熙（1750年 - 1805年）
29. 葉室頼寿（1777年 - 1802年）
30. 葉室顕孝（1796年 - 1858年）
31. 葉室顕胤（1815年 - 1817年）
32. 葉室顕熙（1819年 - 1820年）
33. 葉室長順（1820年 - 1879年）
34. 葉室長邦（1839年 - 1899年）
35. 葉室長通（1876年 - 1944年）
36. 葉室直躬（1895年 - 1971年）
37. 葉室頼昭（1927年 - 2009年）
38. 葉室頼由（1962年 - ）

## 分家

### 八条家
葉室家初代顕隆の三男八条中納言顕長を家祖とし、さらに4流に分かれたが、いずれも絶家。
尊卑分脈によれば、顕長の曽孫宗房、その子顕朝は、姉小路と称された。

### 公家粟田口家
葉室家2代顕頼の次男参議惟方（粟田口別当）を家祖とするが、6代で絶家。下記の粟田口男爵家の家名の由来。

### 堀河家と岩蔵家
葉室家3代光頼の庶長子である堀河中納言光雅を家祖とする。光雅には権中納言光親と権中納言顕俊の2人の息子があり、光親は承久の乱に際し、鎌倉幕府追討の宣旨を書いたために駿河で斬られたが、その血筋は続き、光親系は堀河家、顕俊系は岩蔵家として葉室家分家の公家として数代を重ねたが、いずれも南北朝時代の頃に絶家した。光親の次男は後嵯峨上皇の近臣として活躍し、日記『葉黄記』を著した中納言定嗣であり、彼の系統は宗家と同じ葉室の家名で呼ばれた。

### 粟田口男爵家
権大納言葉室顕孝六男粟田口定孝を家祖とする。定孝ははじめ奈良興福寺に入れられ養賢院住職となったが、明治維新に際して勅命により復飾し、明治2年（1869年）に堂上格を与えられて一家を起こし、上記の絶家した分家に由来した粟田口を家号とした。明治8年に華族に列し、明治17年7月7日の華族令施行で華族が五爵制になると、翌8日に男爵に叙された。同家の詳細は粟田口家の項目を参照のこと。